# Ricky Stanicky
Ricky Stanicky es una película de comedia estadounidense de 2024 coescrita y dirigida por Peter Farrelly. La película está protagonizada por Zac Efron, Jermaine Fowler, Andrew Santino, Lex Scott Davis, Anja Savcic, Jeff Ross, William H. Macy y John Cena. La historia muestra a un grupo de amigos que utilizan a su persona imaginaria creada llamada Ricky Stanicky desde la infancia para evitar sus responsabilidades y deciden contratar a un actor para que se haga pasar por Ricky cuando sus familias empiezan a sospechar.
Ricky Stanicky fue estrenada en los Estados Unidos por Amazon MGM Studios Distribution a través de su servicio de transmisión Prime Video el 7 de marzo de 2024. Recibió reseñas mixtas de los críticos.

## Reparto
- Zac Efron como Dean
- Jermaine Fowler como Wes
- Andrew Santino como JT
- Lex Scott Davis como Erin
- Anja Savcic como Susan
- Jeff Ross como Rabbi Greenberg
- William H. Macy como Summerhayes
- John Cena como Rod / Ricky Stanicky
- Nathan Jones como Big Ben
- Debra Lawrance como Mrs. Levine
- Heather Mitchell como Leona
- Daniel Monks como Keith
- Jane Badler como Miriam Summerhayes
- Marta Kaczmarek como Mimi Jacobs
- Ryan Shelton como Phillip
- Jim Knobeloch coml Billings
- Zen Gesner como ejecutivo de World River

 Además, Marc Rebillet y Stan Grant se interpretan a sí mismos.

## Producción

### Desarrollo
En mayo de 2010, se informó que James Franco iba a interpretar el papel principal en Ricky Stanicky, con el guion escrito por David Occhino y Jason Decker, Jeffrey Bushell y Summit Entertainment negociando la financiación de la película, que sería producida por Michael De. Luca y John Jacobs. El guion de Bushell había sido incluido en la Lista Negra de Mejores Guiones No Producidos de 2010. En 2012, después de que Franco dejara el papel, Joaquin Phoenix lo consideró brevemente, según The Hollywood Reporter.
En abril de 2013, se informó que, después de considerar el papel durante aproximadamente un año, Jim Carrey protagonizaría Ricky Stanicky para Summit Entertainment, con Steve Oedekerk dirigiendo, Oedekerk reescribiendo el guion con Bushell y De Luca y Jacobs como productores.

### Preproducción
En septiembre de 2022, se informó que Peter Farrelly dirigiría Ricky Stanicky a principios de 2023, y que estaba en conversaciones con Zac Efron y John Cena para protagonizar. El guion fue escrito por Farrelly, Brian Jarvis y James L. Freeman, basado en un guion original de Bushell y Oedekerk.
En febrero de 2023, se informó que Amazon había adquirido los derechos mundiales de la película, protagonizada por Efron, Cena y Jermaine Fowler. El 7 de febrero de 2023, se informó que William H. Macy, Anja Savcic, Andrew Santino y Lex Scott Davis se habían unido al elenco. La película está producida por Paul Currie de Footloose Productions, Michael De Luca de Michael De Luca Productions, Thorsten Schumacher de Rocket Science y John Jacobs de Smart Entertainment.

### Rodaje
El rodaje tuvo lugar en Melbourne, Australia, en febrero y marzo de 2023, y Melbourne hizo el doble de Providence, Rhode Island. La película recibió apoyo financiero de los programas Location Incentive y Victorian Screen Incentive de Australia.

### Posproducción
En noviembre de 2023, se finalizaron los créditos de escritura: Bushell, Farrelly, Pete Jones, Jarvis, Freeman y Mike Cerrone recibieron los créditos de "historia en pantalla" y "guión"; Occhino y Decker recibieron crédito "basado en"; Oedekerk recibió crédito por "material literario adicional" fuera de la pantalla.

## Estreno
Ricky Stanicky fue estrenada por Amazon MGM Studios Distribution a través de su servicio de transmisión Prime Video el 7 de marzo de 2024.